# Середохов, Александр Сергеевич
Александр Сергеевич Середохов (род. 4 марта 1959, Витебск) — советский и белорусский борец  греко-римского стиля, тренер.

## Биография
Родился в 1959 году в Витебске. Тренировался у Петра Шашкова, мастер спорта СССР. После окончания спортивной карьеры начал работать тренером в Витебске.
Среди учеников: призер первенства мира среди молодежи Евгений Лапинский, призер первенства Европы среди юниоров Павел Рудаков, призер кубка мира Максим Кажарский, чемпион Республики Беларусь Юрий Коньков.
Судья международной категории с 2001 года.
Работает тренером Витебского областного комплексного центра олимпийского резерва, старший тренер Витебской области по греко-римской борьбе.
В 2020 году присвоено почётное звание «Человек года Витебщины».